# Флуминенсе (футбольный клуб, Фейра-ди-Сантана)
«Флумине́нсе ди Фе́йра» (порт. Fluminense de Feira Futebol Clube) — бразильский футбольный клуб из города Фейра-ди-Сантана, штата Баия.

## История
Клуб основан 1 января 1941 года, домашние матчи проводит на стадионе «Жойя да Принцеса». Главным достижением «Флуминенсе» являются победы в чемпионате штата Баия в 1963 и 1969 годах.
В 2017 году клуб выступал в Серии D Бразилии.

## Достижения
- Чемпион Лиги Баияно (2): 1963, 1969